# Dying to Live
Dying to Live è il primo album in studio del rapper statunitense Kodak Black, pubblicato il 14 dicembre 2018 negli Stati Uniti d'America dalla Atlantic Records.
L'album segue il mixtape Kodak Heart Break, pubblicato all'inizio del 2018, e il suo precedente mixtape Project Baby 2: All Grown Up, l'edizione deluxe di Project Baby 2, pubblicato nel 2017. Dying to Live include le apparizioni di Lil Pump, Juice Wrld, Travis Scott e Offset. Sono stati estratti quattro singoli: If I'm Lyin, I'm Flyin, Zeze, Take One e Calling My Spirit.

## Antefatti
Il 25 novembre 2018, Kodak Black annunciò via Twitter che avrebbe pubblicato il suo secondo album in studio il mese seguente. In seguito, Black ha scritto sui social media: "Negro dai bei capelli ha ricevuto i soldi... Ho fatto glorificare tutte le strade #AlbumUscirà il prossimo mese". L'album è il primo di Black dopo la sua uscita dal carcere ad agosto.
L'11 dicembre 2018, Kodak Black condivide la tracklist dell'album.

## Pubblicazione

### Promozione dell'album negli Stati Uniti
Il singolo principale dell'album If I'm Lyin, I'm Flyin è stato distribuito il 28 settembre 2018, insieme al video musicale. Il secondo singolo Zeze con Travis Scott e Offset è stato pubblicato il 12 ottobre 2018. Il video musicale è stato presentato il 23 novembre 2018. Zeze è stato seguito dal terzo singolo Take One, il 16 novembre 2018, e dal quarto singolo Calling My Spirit, il 30 novembre 2018. Il video musicale di Calling My Spirit è stato reso disponibile il 5 dicembre 2018. I primi due singoli promozionali Testimony e Moshpit, quest'ultimo con Juice Wrld, sono stati pubblicati rispettivamente l'8 dicembre e il 12 dicembre 2018. Il video musicale di Testimony è stato pubblicato il 10 dicembre 2018.

## Tracce
1. Testimony – 4:00 (testo: Dieuson Octave, Chad Thomas – musica: Major Nine)
2. This Forever – 2:41 (testo: Dieuson Octave, London Holmes, Masamune Kudo, Leon Thomas III – musica: London on da Track, Rex Kudo,Thomas III)
3. Identity Theft – 2:07 (musica: Rippa DeLaHoya, Youngin' Chriso)
4. Gnarly (feat. Lil Pump) – 3:06 (testo: Dieuson Octave, Gazzy Garcia, Sebastian Baldeon, Derek Garcia, Julian Munro – musica: Diablo, Dyryk, Kaixen)
5. Zeze (feat. Travis Scott e Offset) – 3:48 (testo: Dieuson Octave, Jacques Webster, Kiari Cephus, David Doman, Christina Gandy-Rogers, J. Thomas, M. Prince – musica: D. A. Doman)
6. Take One – 2:45 (testo: Dieuson Octave, Diehl – musica: Ben Billions)
7. MoshPit (feat. Juice Wrld) – 2:44 (testo: Dieuson Octave, Jarad Higgins, Edgar Ferrera, Christopher Gibbs – musica: SkipOnDaBeat, Natra Average)
8. Transgression – 2:15 (testo: Dieuson Octave, Derek Garcia, Ian McKee – musica: Dyryk, McKee, Gaitan)
9. Malcolm X.X.X. – 3:15 (testo: Dieuson Octave, Chad Thomas – musica: Major Nine)
10. Calling My Spirit – 2:32 (testo: Dieuson Octave, Joshua Luellen, Jacob Dutton – musica: Southside, Jake One)
11. In the Flesh – 3:08 (musica: Ben Billions, Snapz, Blasian Beats, Nik Dean)
12. Close to the Grave – 3:41 (testo: Dieuson Octave, Lester Williams – musica: LBeats)
13. From the Cradle – 3:11 (testo: Dieuson Octave, Lester Williams – musica: LBeats)
14. If I'm Lyin, I'm Flyin – 2:10 (testo: Dieuson Octave, Diehl – musica: Ben Billions)
15. Needing Something – 3:12 (testo: Dieuson Octave, Chad Thomas – musica: Major Nine)
16. Could've Been Different – 3:12 (testo: Diesuon Octave, Derek Garcia, Julian Munro – musica: Dyryk, Kaixen)

## Classifiche

### Classifiche settimanali
| Classifica (2017) | Posizione massima |
| ----------------- | ----------------- |
| Australia         | 93                |
| Belgio (Fiandre)  | 99                |
| Finlandia         | 43                |
| Germania          | 17                |
| Irlanda           | 93                |
| UK Albums         | 74                |
| US Billboard 200  | 1                 |